# Movistar Team (vrouwenwielerploeg)/2024
Deze pagina geeft een overzicht van de vrouwenwielerploeg Movistar Team in 2024.

## Algemeen
Algemeen manager: Sebastian Unzue Gravalos
Ploegleiders: Alexis Gandia, Tim Harris, Pablo Lastras, Jürgen Roelandts, Jorge Sanz
Fietsmerk: Canyon

## Renners

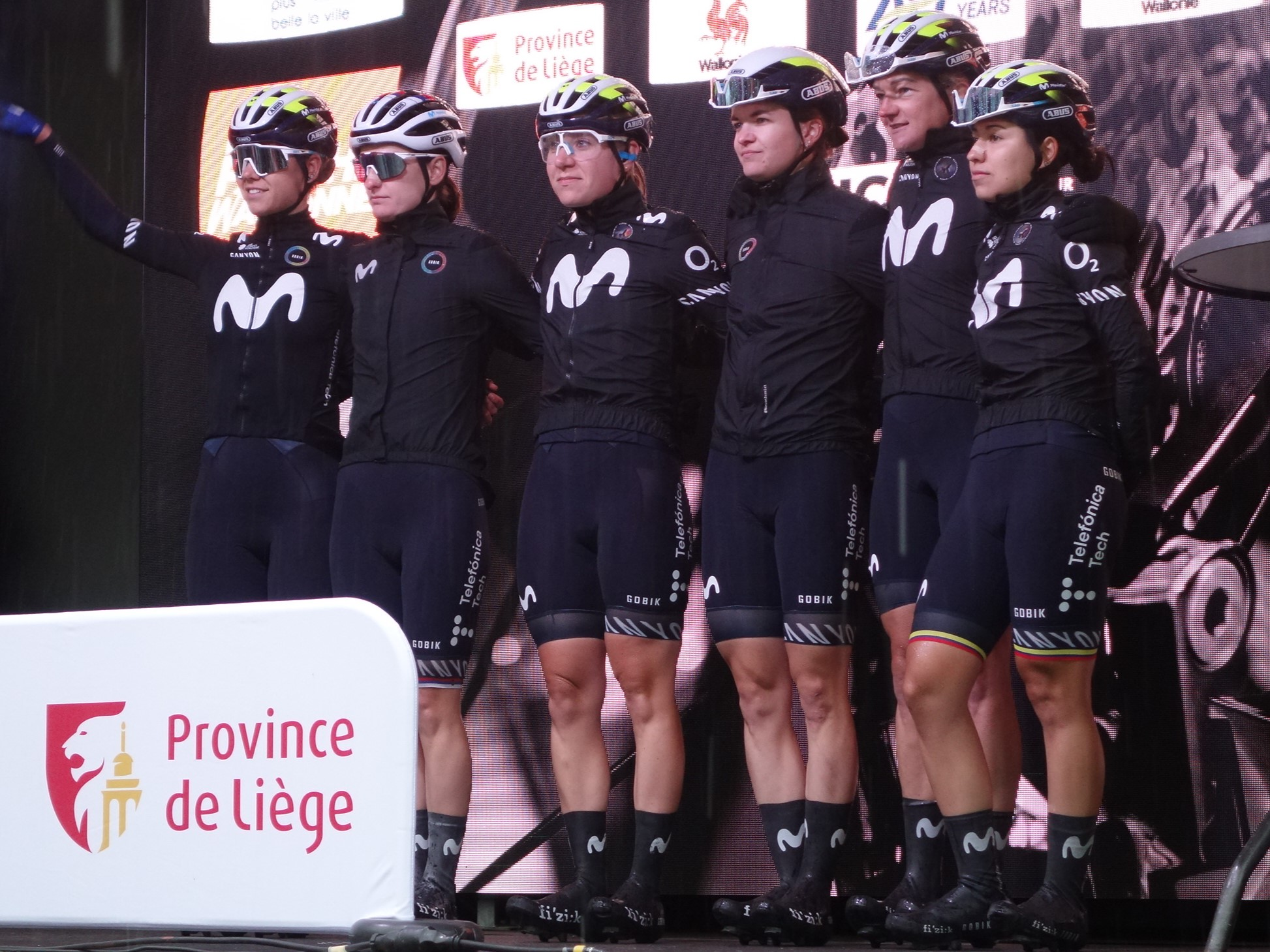
De ploeg in de Waalse Pijl 2024.

| Naam               | Geboortedatum | Nationaliteit       | Ploeg 2023                        |
| ------------------ | ------------- | ------------------- | --------------------------------- |
| Olivia Baril       | 10-10-1997    | Canada              | UAE Team ADQ                      |
| Aude Biannic       | 27-03-1991    | Frankrijk           |                                   |
| Jelena Erić        | 15-01-1996    | Servië              |                                   |
| Sheyla Gutiérrez   | 01-01-1994    | Spanje              |                                   |
| Liane Lippert      | 13-01-1998    | Duitsland           |                                   |
| Floortje Mackaij   | 18-10-1995    | Nederland           |                                   |
| Sara Martin        | 22-03-1999    | Spanje              |                                   |
| Mareille Meijering | 11-03-1995    | Nederland           |                                   |
| Emma Norsgaard     | 26-07-1999    | Denemarken          |                                   |
| Paula Patiño       | 29-03-1997    | Colombia            |                                   |
| Laura Ruiz Pérez   | 18-06-2004    | Spanje              | Eneicat-CMTeam-Seguros Deportivos |
| Lucia Ruiz Pérez   | 18-06-2004    | Spanje              | Eneicat-CMTeam-Seguros Deportivos |
| Arlenis Sierra     | 07-12-1992    | Cuba                |                                   |
| Claire Steels      | 09-11-1986    | Verenigd Koninkrijk | Israel Premier Tech Roland        |

### Stagiairs
Per 1 augustus 2024
| Naam         | Geboortedatum | Nationaliteit       | Vorige ploeg |
| ------------ | ------------- | ------------------- | ------------ |
| Cat Ferguson | 27-04-2006    | Verenigd Koninkrijk | -            |

### Vertrokken
| Naam                 | Geboortedatum | Nationaliteit | Ploeg 2024                      |
| -------------------- | ------------- | ------------- | ------------------------------- |
| Katrine Aalerud      | 04-12-1994    | Noorwegen     | Uno-X Mobility                  |
| Sarah Gigante        | 02-10-2000    | Australië     | AG Insurance-Soudal             |
| Alicia González      | 27-05-1995    | Spanje        | Lifeplus Wahoo                  |
| Lourdes Oyarbide     | 08-05-1995    | Spanje        | Laboral Kutxa-Fundación Euskadi |
| Gloria Rodríguez     | 06-03-1997    | Spanje        | ?                               |
| Annemiek van Vleuten | 08-10-1982    | Nederland     | Gestopt                         |

## Overwinningen
| Nationale kampioenschappen wielrennen Canada - wegrit: Olivia Baril Colombia - wegrit: Paula Patiño Cuba - tijdrit: Arlenis Sierra Cuba - wegrit: Arlenis Sierra Denemarken - tijdrit: Emma Norsgaard Servië - wegrit: Jelena Erić Wereldkampioenschappen wielrennen Tijdrit junioren: Cat Ferguson Wegrit junioren: Cat Ferguson Women Cycling Pro Costa De Almería Olivia Baril Vuelta Extremadura Féminas 1e etappe: Olivia Baril 2e etappe: Mareille Meijering Eindklassement: Mareille Meijering Puntenklassement: Mareille Meijering | Ronde van Andalusie 4e etappe:Arlenis Sierra Ronde van Italië 6e etappe: Liane Lippert La Picto-Charentaise Sheyla Gutiérrez Tour de la Semois 1e etappe: Cat Ferguson Binche-Chimay-Binche Cat Ferguson |  |

Mannen: 2003 · 2004 · 2005 · 2006 · 2007 · 2008 · 2009 · 2010 · 2011 · 2012 · 2013 · 2014 · 2015 · 2016 · 2017 · 2018 · 2019 · 2020 · 2021 · 2022 · 2023 · 2024 · 2025
Vrouwen: 2018 · 2019 · 2020 · 2021 · 2022 · 2023 · 2024 · 2025
AG Insurance-Soudal · Canyon//SRAM · Ceratizit-WNT Pro Cycling · dsm-firmenich PostNL · FDJ-SUEZ · Fenix-Deceuninck · Human Powered Health · Lidl-Trek · Liv AlUla Jayco · Movistar · Roland · SD Worx-Protime · UAE Team ADQ · Uno-X Mobility · Visma|Lease a Bike